# Knut Magnusson (Bjälboätten)
Knut Magnusson, folkunge, storman i Västergötland, död (avrättad) 1251. Son till Magnus Broka (Bjälboätten) och Sigrid Knutsdotter av Sverige. 
Knut Magnusson hade vid Erik den läspe och haltes död dubbla anspråk på tronen, (genom sin far) och efter Valdemar Birgerssons val till kung 1250, startade Knut tillsammans med Filip Knutsson och andra folkungar ett uppror.
De enrollerade soldater i Tyskland och red upp genom Sverige, men besegrades i slaget vid Herrevadsbro. 
Knut avrättades efter slaget.
Barn
1. Birgitta Knutsdotter (Bjälboätten), gift med Ulf Jonsson Roos af Ervalla